# も
も en hiragana ou モ en katakana sont deux kanas, caractères japonais qui représentent la même more. Ils sont prononcés /mo/ et occupent la 35e place de leur syllabaire respectif, entre め et や.

## Origine
L'hiragana も et le katakana モ proviennent, via les man'yōgana, du kanji 毛.

## Romanisation
Selon les systèmes de romanisation Hepburn, Kunrei et Nihon, も et モ se romanisent en « mo ».

## Tracé
L'hiragana も s'écrit en trois traits.

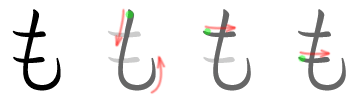
Ordre des traits pour も

1. Trait vertical formant un crochet largement ouvert sur la droite à sa base.
2. Trait horizontal coupant le premier trait.

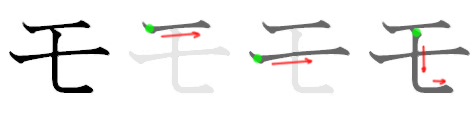
Ordre des traits pour モ

3. Trait horizontal sous le deuxième et coupant lui aussi le premier.

Le katakana モ s'écrit en trois traits.
1. Trait horizontal.
2. Trait horizontal sous le premier et légèrement plus long.
3. Trait en forme de « L » coupant les deux premiers.

## Représentation informatique
- Unicode[1],[2] :
  - も : U+3082
  - モ : U+30E2